# Kia EV4
Kia EV4 (кор. 기아 EV4) — компактный электромобиль производства южнокорейской корпорации Kia Motors.

## Описание
Концепт Kia EV4 был представлен 12 октября 2023 года во время мероприятия Kia EV Day, затем в ноябре того же года автомобиль был продемонстрирован на автосалоне в Лос-Анджелесе.
EV4 — первый компактный электромобиль компании Kia. После Kia EV6, Kia EV9, Kia EV5 и Kia EV3, это пятый по счёту электромобиль корпорации Kia Motors.
В первом ряду имеется широкий панорамный дисплей с 12,3-дюймовой приборной панелью, 5-дюймовым блоком кондиционирования воздуха и 12,3-дюймовой информационно-развлекательной системой. Под дисплеем имеются скрытые сенсорные кнопки, однако для управления мощностью мультимедиа, громкостью, температурой кондиционирования воздуха и скоростью ветра используются физические кнопки.
EV4 — первый автомобиль Kia с двухрядным вращающимся подлокотником и функцией обновления программного обеспечения по беспроводной сети, связанной с мобильным приложением Kia.